# Новомихайлівка (Тишківська сільська громада)
Новомиха́йлівка — село в Україні, у Тишківській сільській громаді Новоукраїнського району Кіровоградської області. Населення становить 10 осіб.

## Населення
Згідно з переписом УРСР 1989 року чисельність наявного населення села становила 29 осіб, з яких 13 чоловіків та 16 жінок.
За переписом населення України 2001 року в селі мешкало 10 осіб.

### Мова
Розподіл населення за рідною мовою за даними перепису 2001 року:
| Мова       | Відсоток |
| ---------- | -------- |
| українська | 80,00 %  |
| російська  | 20,00 %  |